# Vít Valenta
Vít Valenta (* 4. Januar 1983 in Kněžpole) ist ein tschechischer Fußballspieler.

## Spielerkarriere
Vít Valenta begann mit dem Fußballspielen bei TJ Sokol Kněžpole. Mit elf Jahren wechselte er zu Slovácká Slavia Uherské Hradiště.
Im Sommer 2001 durfte der Mittelfeldspieler mit der Ersten Mannschaft trainieren und wurde im Intertoto-Cup gegen Universitatea Craiova und Stade Rennes eingesetzt. Als Valenta von der Vereinsführung einen Dreijahresvertrag angeboten bekam, stellte sich heraus, dass ihn sein Manager Henk van Neck bereits an die PSV Eindhoven vermittelt hatte. Dort spielte er in der Hinrunde der Saison 2001/02 allerdings nur in der Juniorenmannschaft. Als damaliger Nicht-EU-Ausländer mit einem minimalen Grundgehalt von 400.000 Euro war er der PSV Eindhoven allerdings zu teuer.
Anfang 2002 wechselte Valenta zum SK Lommel, bei dem er einen Viereinhalbjahresvertrag unterschrieb. In sieben Spielen machte Valenta drei Tore. In der Saison 2002/03 kam er regelmäßig zum Einsatz und erzielte drei Tore in 19 Spielen, allerdings meldete sich Lommel wegen Finanzproblemen während der Saison aus der Ersten Division ab.
Valenta wechselte zum niederländischen Amateurverein HSC'21/Brein. Im Juni 2005 unterschrieb er einen Vierjahresvertrag bei Cercle Brügge. Schon im Januar 2007 wechselte der Mittelfeldspieler allerdings zum FC Volendam, nachdem sein Vertrag in Brügge aufgelöst worden war. Mit dem FC Volendam stieg er in der Saison 2007/08 in die Eredivisie auf, und in der darauffolgenden Saison 2008/09 direkt wieder in die Eerste Divisie ab. Zur Saison 2009/10 wechselte Valenta zum tschechischen Erstliga-Aufsteiger 1. FC Slovácko.
Seit 2012 spielt Valenta nur noch im Amateurbereich für diversen Mannschaften in Österreich und Tschechien. Aktuell steht er beim TJ Družstevník Veľké Ludince unter Vertrag.